# Omã nos Jogos Olímpicos de Verão de 1984
Omã competiu nos Jogos Olímpicos pela primeira vez nos Jogos Olímpicos de Verão de 1984 em Los Angeles, Estados Unidos.

## Resultados por Evento

### Atletismo
400 m masculino
- Mohammed Almaliki
  - Eliminatórias — 47.61 (→ não avançou)

1.500 m masculino
- Amor Masoud Al-Sharjisay
  - Eliminatórias — 4:12.76 (→ não avançou)

Maratona masculina
- Awadh Shaban Al-Sameer — não terminou (→ sem classificação)